# Burg Harsefeld
Die Burg Harsefeld ist eine abgegangene Burg in dem Flecken Harsefeld im Landkreis Stade in Niedersachsen.
Die Burg wurde 969 in Harsefeld (auch Rossenfeld genannt) von Heinrich von Stade erbaut, der nach dem Tod Wichmann des Jüngeren 967 die Grafschaft Stade erhielt. Hier war um 1000 auch die Grablege der Udonen. Aus einem Eintrag im Annalista Saxo zum Jahr 969 ist zu erschließen, dass die Burg nur etwa 50 Jahre Bestand hatte, bis die Harsefelder Grafen am Anfang des 11. Jahrhunderts ihren Sitz auf die Burg Stade verlegten. Sie rissen die Burg ab und gründeten in Harsefeld ein Stift, das zu ihrer Begräbnisstätte wurde. Heinrichs gleichnamiger Sohn gründete auf dem Burggelände in der Zeit von 1001 bis 1010 eine Propstei die nach 99 Jahren in das Benediktinerkloster Harsefeld umgewandelt wurde, das bis 1648 bestand.
Der Wall wurde nach der Ausgrabung rekonstruiert. Die Klosteranlage, an deren Rand 1740 ein Amtshofgebäude errichtet wurde, wurde fast vollständig in ihren Grundmauern freigelegt und wird heute für Veranstaltungen genutzt.
Ausgrabungen fanden in den Jahren 1992 und 1993 statt, bei denen nur ein kleiner Teil des etwa einen Hektar großen Geländes der früheren Burg freigelegt wurde. Laut den archäologischen Untersuchungen war das Burggelände mit einem 3,5 Meter tiefen und etwa 10    Meter breiten Graben umfasst, an dessen Innenseite vermutlich ein Wall verlief. Das befestigte Areal besaß eine Größe von ca. 100 × 110 m.
Bei den ergrabenen Überresten der Burg handelte es sich um ein Holzgebäude und ein Grubenhaus, die sich in das 8. und 9. Jahrhundert datieren ließen. Außerdem wurden die Reste eines 9 Meter langen und einen Meter breiten Steinfundaments aufgedeckt, dessen Steine durch Mörtel verbunden waren.

## Literatur

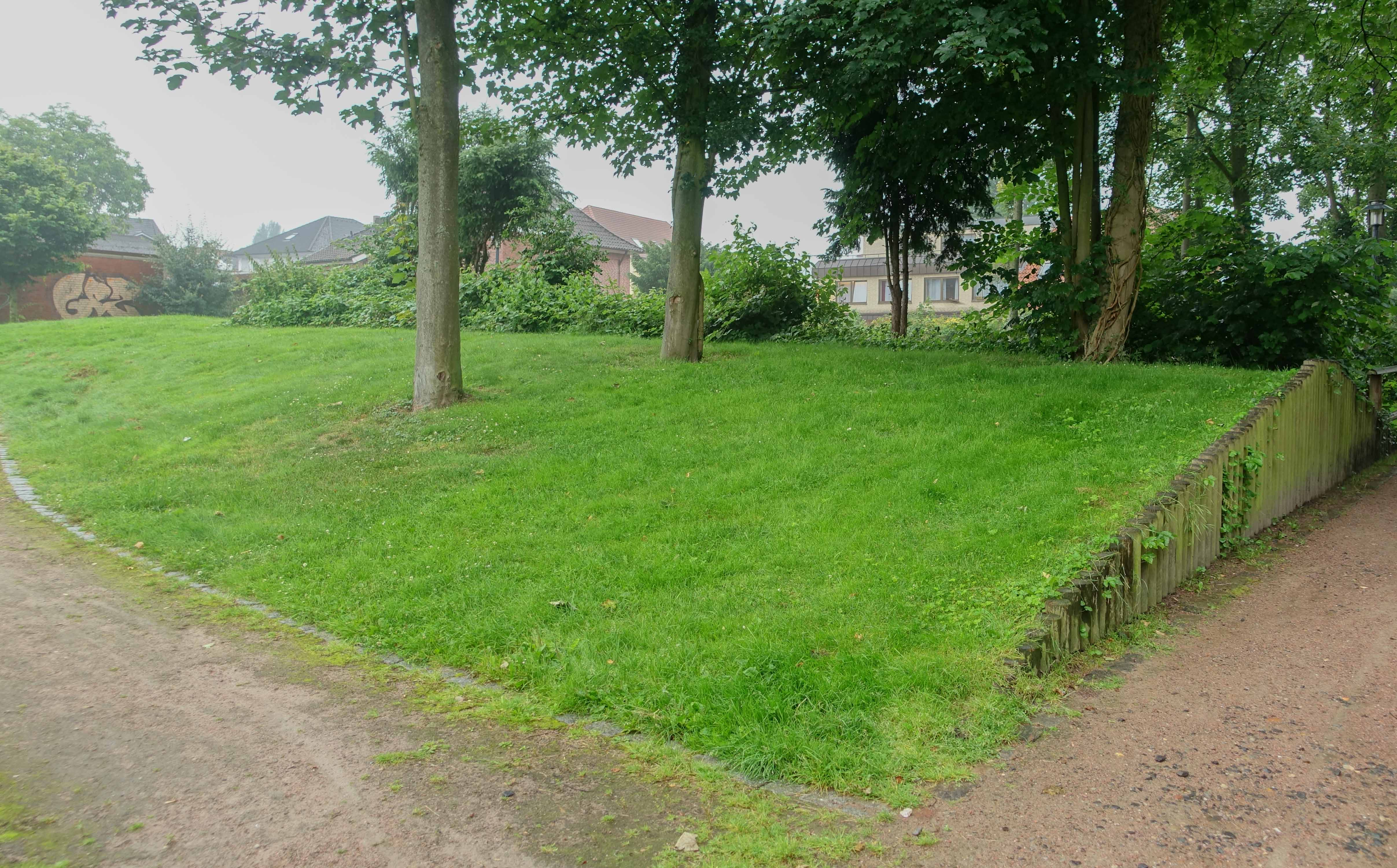
Der rekonstruierte Befestigungswall von Harsefeld